# Ana (nombre)
Ana (en hebreo: חנה‎, romanizado: Ḥannāh, lit. 'gracia' o 'favor') es un nombre propio femenino teofórico de origen hebreo. 
Antes del hebreo, ya existía en etrusco y con anterioridad en sumerio (lengua hablada al sur de Mesopotamia).

## Origen semítico
Ana se ha encontrado como raíz en nombres teofóricos de varón como Aníbal (favorecido por Baal) o Ananías (חנניה «favorecido por Yah(weh)») y también utilizando el patrón teofórico al inicio  (יהוחנה «Yahw(eh) ha favorecido») que llegó al español como Ju'ana Yw·ana. Según A Dictionary of First Names, una obra sobre nombres de pila, publicada por Oxford University Press vendría de la frase 'Él me ha favorecido con una hija'. 
Sus variantes; Ana, Anna y Anne, son el derivado de la forma griega Ἅννα llevada al latín Anna, y más reciente del hebreo moderno Hanna.

## Narrativa bíblica
En el Tanaj (Antiguo Testamento) el nombre Ana está referido a la madre de Samuel. En este relato, Ana es una mujer que no puede concebir. Ana ora constantemente a Yahweh un hijo, y un día, viaja a Silo, la ciudad santa antigua. Elí, el sacerdote de la ciudad, la ve llorando y murmurando y piensa que está ebria, pero ella le explica que está rezando. Al ver su fidelidad, Elí le dice que recibirá de Yahweh todo lo que ella ha pedido. A su regreso a casa, Ana ora nuevamente, diciéndole a Yahweh que si tiene un hijo lo dedicará a Dios y permitirá que Elí lo críe como sacerdote. Sus oraciones son respondidas, queda embarazada y tiene a Samuel.
La tradición cristiana conoce a la madre de la Virgen María por Santa Ana, pero tal referencia nunca aparece en el Nuevo Testamento, sino en el Protoevangelio de Santiago, evangelio apócrifo de mediados del siglo II.

## En la Antigua Roma
Ana aparece como nombre de la diosa romana Anna Perenna de origen desconocido.

## Variantes en otros idiomas
- Diminutivo: Anita

| Variantes en otras lenguas | Variantes en otras lenguas                     |
| -------------------------- | ---------------------------------------------- |
| Español                    | Ana                                            |
| Aragonés / Gallego         | Aina                                           |
| Catalán / Valenciano       | Anna, Aina                                     |
| Euskera                    | Ane, Anne                                      |
| Alemán                     | Annelies, Anna, Hanna, Anja                    |
| Inglés                     | Hannah, Anne, Ann, Annie, Anna, Anabelle       |
| Francés                    | Ann, Anne, Annette, Anaïs                      |
| Italiano                   | Anna, Anetta, Annina                           |
| Noruego                    | Ann, Anna                                      |
| Ruso                       | Энн, Анна, Аннет, Аня (Enn, Anna, Annet, Anya) |

## Curiosidades
- El astrónomo Johann Palisa en 1887, nombra el asteroide 265 con el nombre de Anna.